# Ella Mai
Ella Mai Howell (Londen, Verenigd Koninkrijk, 3 november 1994) is een Engelse singer-songwriter. Tussen 2016 en 2018 bracht ze drie ep's en een debuutalbum uit. Haar bekendste singles zijn "Trip" en "Boo’d Up". Die laatste kreeg een Grammy Award voor Best R&B Song, en een nominatie voor Song of the Year. 

## Carrière

### 2014–2017: Debuut & 3 ep's
Ella Mai studeerde in 2014 aan de British and Irish Modern Music Institute. In datzelfde jaar nam ze deel aan het elfde seizoen van The X Factor, samen met twee anderen. Ze vielen echter al af na de eerste ronde. Het jaar daarop begon Ella Mai met het delen van nummers op SoundCloud. In datzelfde jaar tekende ze een contract bij het platenlabel 10 Summers van de Amerikaanse muziekproducent Mustard, nadat ze via Instagram was ontdekt. In februari 2016 bracht ze haar eerste ep uit: Time. Hierop staan zes nummers waaronder een samenwerking met Ty Dolla $ign. Daarna volgden de ep's Change en Ready, waarvan de laatste haar bekendste single bevat: "Boo'd Up". Ook was ze in die periode het voorprogramma van Kehlani.

### 2018–heden: Debuutalbum
Op 26 april 2018 verscheen de videoclip van "Boo'd Up". De single werd haar eerste nummer in de top 10 van de Amerikaanse Billboard Hot 100. De single behaalde uiteindelijk 5x Platinum in de Verenigde Staten en een zilveren plaat in haar thuisland. Op 12 oktober 2018 verscheen haar debuutalbum dat simpelweg Ella Mai heet. Het album bevat zestien nummers waarvan er drie uitgebracht werden als single. Om het album te promoten, ging Ella Mai in 2019 op tournee met haar The Debut Tour. In het najaar van datzelfde jaar ging ze voor het eerst op Europese tour als voorprogramma van Ariana Grande.

## Invloeden
In meerdere interviews vertelde Mai dat Lauryn Hill, Chris Brown, Alicia Keys en Mariah Carey grote inspiratiebronnen zijn.

## Discografie

### Albums
- Ella Mai (2018)

### Ep's
- Time (2016)
- Change (2017)
- Ready (2017)

### Singles
| Single                            | Verschijnen | Album                       | Hitlijsten | Hitlijsten | Hitlijsten | Hitlijsten | Hitlijsten |
| Single                            | Verschijnen | Album                       | BE (VL)    | NL         | VK         | CAN        | VS         |
| Single                            | Verschijnen | Album                       | Piek       | Piek       | Piek       | Piek       | Piek       |
| --------------------------------- | ----------- | --------------------------- | ---------- | ---------- | ---------- | ---------- | ---------- |
| She Don't                         | 2016        | Time                        | —          | —          | —          | —          | —          |
| 10,000 Hours                      | 2017        | Change                      | —          | —          | —          | —          | —          |
| Naked                             | 2017        | Ella Mai                    | —          | —          | —          | —          | —          |
| Boo'd Up                          | 2018        | Ella Mai                    | 59         | —          | 52         | 43         | 5          |
| Trip                              | 2018        | Ella Mai                    | Tip        | 100        | 47         | 78         | 11         |
| Shot Clock                        | 2019        | Ella Mai                    | —          | —          | —          | —          | 62         |
| 24/7 (met Meek Mill)              | 2019        | Championships               | —          | —          | 66         | —          | 54         |
| Put It All on Me (met Ed Sheeran) | 2019        | No.6 Collaborations Project | —          | —          | —          | —          | 122        |

## Tournees

### Hoofdact
- The Debut Tour (2019)

### Voorprogramma
- Sweetener World Tour (met Ariana Grande) (2019)

- Gemeinsame Normdatei: 1190666979
- International Standard Name Identifier: 0000 0004 6638 5716
- Library of Congress Control Number: no2018126048
- MusicBrainz: 89d42b97-8042-4c14-a596-a2ccaef5fc4c
- Virtual International Authority File: 4865153775057561550003
- WorldCat: E39PBJkdkYWpqvJYm8kwK7gMyd